# شانه‌موش پورتیوس
شانه‌موش پورتیوس (نام علمی: Ctenomys porteousi) نام گونه‌ای از سرده شانه‌موش است.